# Aphelinoidea iucunda
Aphelinoidea iucunda är en stekelart som beskrevs av Girault 1920. Aphelinoidea iucunda ingår i släktet Aphelinoidea och familjen hårstrimsteklar. Inga underarter finns listade i Catalogue of Life.